# Beschorneria
Beschorneria ist eine Pflanzengattung in der Unterfamilie der Agavengewächse (Agavoideae). Der botanische Name ehrt den deutschen Arzt und Botaniker Friedrich Wilhelm Christian Beschorner (1806–1873).

## Beschreibung
Die Arten der Gattung Beschorneria wachsen als meist stammlose, nur selten baumförmige, rhizomatöse Rosetten und bilden im Alter Horste. Die mehr oder wenig linealisch-lanzettlichen Laubblätter sind zur Basis hin verschmälert und dort zu einer Blattscheide erweitert. Die zähe, kahle Blattspreite ist gekielt und rinnig. Sie besitzt eine fleischige Mittelrippe. An der Spitze ist sie lang und weich. Der Blattrand ist ganzrandig oder winzig gezähnt. 
Der traubige oder wenig verzweigte, rispige Blütenstand ist gerade oder überhängend. Der Schaft und die breiten, langen Brakteen sind rot, rosa oder gelb gefärbt. Die gestielten, aktinomorphen Blüten sind hängend und stehen zu zweit bis fünft in entfernten Büscheln zusammen. Ihre lanzettlichen, freien, grünlichen, gelblichen oder roten Tepalen sind zusammenneigend und bilden ein röhrenähnliches Gebilde. Die inneren Tepalen sind an der Außenseite gekielt und innen papillös oder fein flaumig. Die fadendünnen papillösen Staubfäden sind an der Basis leicht verdickt und etwa so lang wie die Tepalen. Die Staubbeutel sind mehr oder weniger länglich. Der unterständige, längliche  Fruchtknoten ist dreikantig, sechsfurchig und dreifächrig. Der fadendünne, papillöse Griffel ist so lang wie die Staubblätter oder länger. Die undeutlich dreilappige Narbe ist bewimpert.
Es werden zylindrische lokulizide Kapseln gebildet, die plano-konvexe, flache, glänzend schwarze bis schwärzliche Samen enthalten.
Die Basischromosomenzahl ist x = 30.

## Systematik und Verbreitung
Die Gattung Beschorneria ist in Mexiko und zum Teil auch in Guatemala und Honduras verbreitet. Die Pflanzen besiedeln trockenes, felsiges Waldland bis in die Nebelwälder der Hochgebirge.
Die Erstbeschreibung durch Karl Sigismund Kunth wurde 1850 veröffentlicht. Zur Gattung Beschorneria gehören die folgenden Arten:
- Beschorneria albiflora Matuda
- Beschorneria calcicola García-Mend.
- Beschorneria rigida Rose
- Beschorneria septentrionalis García-Mend.
- Beschorneria tubiflora (Kunth & C.D.Bouché) Kunth
- Beschorneria wrightii Hook.f.
- Beschorneria yuccoides K.Koch
  - Beschorneria yuccoides subsp. yuccoides
  - Beschorneria yuccoides subsp. dekosteriana (K.Koch) García-Mend.

## Nachweise